# North River Shores
North River Shores ist  ein census-designated place (CDP) im Martin County im US-Bundesstaat Florida. Das U.S. Census Bureau hat bei der Volkszählung 2020 eine Einwohnerzahl von 3.459 ermittelt. 

## Geographie
North River Shores liegt am St. Lucie River und grenzt im Südosten direkt an die Stadt Stuart. Der CDP wird vom U.S. Highway 1 tangiert und liegt etwa 160 km nördlich von Miami.

## Demographische Daten
Laut der Volkszählung 2010 verteilten sich die damaligen 3079 Einwohner auf 1818 Haushalte. Die Bevölkerungsdichte lag bei 905,6 Einw./km². 95,8 % der Bevölkerung bezeichneten sich als Weiße, 0,6 % als Afroamerikaner, 0,5 % als Indianer und 1,2 % als Asian Americans. 1,1 % gaben die Angehörigkeit zu einer anderen Ethnie und 0,7 % zu mehreren Ethnien an. 4,0 % der Bevölkerung bestand aus Hispanics oder Latinos.
Im Jahr 2010 lebten in 18,9 % aller Haushalte Kinder unter 18 Jahren sowie 45,4 % aller Haushalte Personen mit mindestens 65 Jahren. 57,5 % der Haushalte waren Familienhaushalte (bestehend aus verheirateten Paaren mit oder ohne Nachkommen bzw. einem Elternteil mit Nachkomme). Die durchschnittliche Größe eines Haushalts lag bei 2,08 Personen und die durchschnittliche Familiengröße bei 2,66 Personen.
17,8 % der Bevölkerung waren jünger als 20 Jahre, 13,9 % waren 20 bis 39 Jahre alt, 30,1 % waren 40 bis 59 Jahre alt und 37,6 % waren mindestens 60 Jahre alt. Das mittlere Alter betrug 53 Jahre. 47,0 % der Bevölkerung waren männlich und 53,0 % weiblich.
Das durchschnittliche Jahreseinkommen lag bei 42.451 $, dabei lebten 20,7 % der Bevölkerung unter der Armutsgrenze.
Im Jahr 2000 war Englisch die Muttersprache von 98,24 % der Bevölkerung und spanisch sprachen 1,76 %.